# Copa Constitució 2019
La Copa Constitució 2019 fue la 27.ª edición de la Copa Constitució. El torneo comenzó el 20 de enero de 2019 y finalizó el 26 de mayo de 2019. El equipo campeón garantizó un cupo en la ronda preliminar de la Liga Europa 2019-20.
Engordany conquistó su 1.º título tras ganar en la final al FC Santa Coloma por un marcador de 2-0.

## Participantes
| Equipos de primera división | Equipos de segunda división |
| --------------------------- | --------------------------- |
| UE Santa Coloma             | CE Carroi                   |
| FC Encamp                   | Penya Encarnada             |
| FC Ordino                   | Atlètic Club d'Escaldes     |
| FC Lusitanos                | La Massana                  |
| UE Engordany                |                             |
| Inter Club d'Escaldes       |                             |
| Sant Julià                  |                             |
| FC Santa Coloma             |                             |

## Formato
La Copa Constitució 2019 fue disputada por doce clubes.
| Ronda            | Fecha(s)            | Número de partidos | Equipos |
| ---------------- | ------------------- | ------------------ | ------- |
| Primera ronda    | 20 de enero de 2019 | 4                  | 12 → 8  |
| Cuartos de final | 14 de marzo         | 4                  | 8 → 4   |
| Semifinales      | 3 de abril          | 2                  | 4 → 2   |
| Final            | 26 de mayo          | 1                  | 2 → 1   |

## Octavos de final
Ocho clubes compitieron en la primera ronda. Los partidos se jugaron el 20 de enero de 2019.
| Local                       | Resultado            | Visitante           | Fecha       | Estadio                          |
| --------------------------- | -------------------- | ------------------- | ----------- | -------------------------------- |
| CE Carroi (2)               | 1 − 3                | UE Santa Coloma (1) | 20 de enero | Centre d'Entrenament de la FAF 1 |
| Penya Encarnada (2)         | 1 − 1 (11−10) (pen.) | Encamp (1)          | 20 de enero | Centre d'Entrenament de la FAF 1 |
| Atlètic Club d'Escaldes (2) | 2 − 1                | Ordino (1)          | 20 de enero | Centre d'Entrenament de la FAF 1 |
| La Massana (2)              | 0 − 3                | Lusitanos (1)       | 20 de enero | Centre d'Entrenament de la FAF 1 |

## Cuartos de final
Ocho clubes compitieron en los cuartos de final. Los partidos se jugaron el 14 de marzo de 2019.
| Local                     | Resultado    | Visitante                   | Fecha       | Estadio                          |
| ------------------------- | ------------ | --------------------------- | ----------- | -------------------------------- |
| Inter Club d'Escaldes (1) | 0 − 1 (pró.) | UE Santa Coloma (1)         | 14 de marzo | Centre d'Entrenament de la FAF 1 |
| Engordany (1)             | 2 − 1        | Penya Encarnada (2)         | 14 de marzo | Centre d'Entrenament de la FAF 1 |
| Sant Julià (1)            | 3 - 0        | Atlètic Club d'Escaldes (2) | 14 de marzo | Centre d'Entrenament de la FAF 1 |
| FC Santa Coloma (1)       | 6 - 0        | Lusitanos (1)               | 14 de marzo | Centre d'Entrenament de la FAF 1 |

## Semifinales
| Local               | Resultado          | Visitante           | Fecha      | Estadio                          |
| ------------------- | ------------------ | ------------------- | ---------- | -------------------------------- |
| UE Santa Coloma (1) | 0 - 0 (3-5) (pen.) | Engordany (1)       | 3 de abril | Centre d'Entrenament de la FAF 1 |
| UE Sant Julia (1)   | 1 - 2              | FC Santa Coloma (1) | 4 de abril | Centre d'Entrenament de la FAF 1 |

## Final
| 26 de mayo de 2019, 19:30 | UE Engordany                         | 2:0 (0:0) | FC Santa Coloma | Estadio Comunal, Andorra la Vieja   |                                     |
|                           | - Bouharma 65' - Sebastián Pérez 88' | Reporte   |                 | Árbitro(s): Pedro Carvalho Da Costa | Árbitro(s): Pedro Carvalho Da Costa |

| Campeón: UE Engordany 1.º título |